# Décote (retraite en France)
Les décotes sur la retraite à taux plein s'appliquent depuis 1982 au taux de remplacement du salaire assuré par une pension, la diminuant si le retraité n'avait pas cotisé un nombre minimum de trimestre avant son départ en retraite, afin de l'inciter à reporter ce départ au delà de l'âge légal de la retraite.

## Histoire

### Création
Les décotes sur la retraite à taux plein ont été créées par l'ordonnance Auroux du 25 mars 1982 pour accompagner l'abaissement de l'âge légal de la retraite de 65 ans à 60 ans, afin de réserver ce nouveau droit à des personnes ayant cotisé le nombre de trimestres requis, soit 150 (37 ans et demi).
L'ordonnance de 1982 créé parallèlement un âge à partir duquel ce système de décote ne s'applique plus et où la retraite à taux plein s'applique quel que soit nombre de trimestres manquants, qui sera ensuite relevé. Elle a été assortie d'un minimum contributif créé pour garantir un revenu minimal à tout assuré bénéficiant d'une retraite à taux plein.

### Réforme de 1993
Les décotes ont été confirmées par la réforme Balladur de 1993 pour sanctionner les salariés qui n'ont pas une durée de cotisation atteignant un certain nombre de trimestres sur l'ensemble de la carrière, qui cette année-là a été relevé de 150 à 160 soit 40 ans. Le début des années 1990 voyant se creuser un déficit budgétaire important l'objectif est  diminuer le montant des pensions servies, et donc le coût global de la retraite, voire pour certains députés de a mjorité de 1993 d'inciter les salariés à se procurer un complément de revenu en adhérant à un système de capitalisation.

### Réforme de 2003
Jusqu'en 2003, la décote appliquée par trimestre manquant était de 2,5 % dans la limite de vingt trimestres, soit une décote de 10 % par année manquante dans le secteur privé. La Loi Fillon de 2003 a ramené le taux de cette décote à 1,25 % par trimestre manquant et a étendu ce dispositif au régime de retraite de la fonction publique. Elle a fixé un plafond maximum de décote à 25 %, les experts s'étant aperçus que la création d'une décote n'a pas suffi à inciter les salariés à cotiser plus longtemps, faute de trouver un emploi, et qu'elle a pénalisé les femmes ayant eu des carrières atypiques.

## Critiques

### Pénalisation des femmes
Les huit premiers syndicats français, CGT, CFDT, FO, CFTC, CGC, Unsa, Solidaires, FSU, estiment que la décote pénalise d'abord les femmes dont les carrières sont plus souvent interrompues (nécessité de prendre un congé parental pour celles qui n'ont pas les moyens de faire garder leur enfant) et sujettes au temps partiel subi.

### Pénalisation des accidents de carrière
Depuis l'instauration de ce système de décote, en 1993, plusieurs crises économiques ont marqué le marché du travail en France, avec l'augmentation du chômage et des accidents de carrière conjuguée à la baisse de l'espérance de vie en bonne santé ,,. Ces évolutions ont diminué les possibilités objectives pour un futur retraité français d'effectuer une carrière complète et de cotiser tous les trimestres requis afin d'obtenir une retraite à taux plein.

## Décotes dans les autres systèmes de retraite en Europe
Les systèmes de retraite en Europe prévoient aussi chacun leurs propres décotes, très différents d'un pays à l'autre. Le système de retraite en Allemagne a fixé une décote moins forte qu'en France, à 3,6 % par année manquante, contre 5 % en France, à condition d'avoir cotisé 35 ans, selon l'économiste Henri Sterdyniak, chercheur à l’Observatoire français des conjonctures économiques. Le système allemand par exemple permet de partir à 63 ans, à condition d'avoir cotisé 35 ans, avec une décote plafonnée à 7 %.

### Généralité sur les retraites
- Espérance de vie en France et Espérance de vie en bonne santé
- Retraite par répartition vs Retraite par capitalisation et Systèmes de retraite en Europe
- Maison de retraite et Chômage

### Principaux paramètres des retraites en France
- Âge légal de départ à la retraite
- Décote (retraite en France)
- Surcote (retraite en France)
- Durée de cotisation pour une retraite à taux plein
- Age de droit au départ en retraite à taux plein

### Dispositifs des retraites en France
- Dispositif pour carrière longue
- Fonds de réserve pour les retraites
- Conseil d'orientation des retraites (COR)
- Assurance volontaire vieillesse

### Réformes des retraites en France
- Ordonnances d'octobre 1945 créant la Sécurité sociale
- Réforme Balladur de 1993
- Réforme Fillon de 2003
- Réforme Woerth-Fillon de 2010
- Réforme Touraine de 2013
- Projet de réforme Delevoye de 2019-2020
- Réforme Dussopt-Borne de 2023

#### Mouvements sociaux de défense des retraites
- Mouvement de 1967
- Mouvement de 1995
- Mouvement de 2003
- Mouvement de 2010
- Mouvement de 2019-2020
- Mouvement de 2023.